# Folc II el Bo
Folc II el Bo fou comte d'Anjou. Va succeir al seu pare Folc I el Roig. La seva mare fou Roscil·la de Loches.
Se l'esmenta per primer cop en un diploma del seu pare de l'any 929 junt amb el seu germà Guiu. Estava casat amb Gerberga, filla del vescomte Ratburnus I de Vienne i neta del vescomte Beril·ló I de Vienne, casat amb una filla de Bosó I de Provença. L'agost del 941 apareix com a signant en un diploma patern i poc després el pare va morir i Folc II el va succeir. Aliat als robertins, fou tradicionalment oposat als comtes de Blois.
El 952 es va morir Alan II Barbatorta, comte de Nantes, i llavors Tibau o Teobald I de Blois es va casar amb Leudegarda de Vermandois, vídua de Guillem I de Normandia, però el duc normand Ricard, que era fill de Guillem però no de Leudegarda, odiava a la seva madrastra, i Tibau va haver de buscar aliats contra els normands; les aliances es van capgirar i Tibau va convèncer a Folc II de casar-se en segones noces (Gerberga havia mort el 853) amb la vídua i segona dona d'Alan Barbatorta, germana de Tibau, el que implicava la regència (en nom del jove Drogó de Bretanya) del comtat de Nantes amb Mauges, Herbauges i Tiffauges (conquerides per Alan al comte de Poitou), i a canvi Folc li cedia a Tibau el senyoriu de Saumur (Tibaud de Blois fou nomenat també vescomte de Tours i el 958 comte de Tours).
Folc va tenir sort i el comte de Nantes, Drogó (que devia ser el seu net) va ser assassinat (les sospites recauen sobre el mateix Folc) i es va fer amo del comtat on va designar com a comte a Hoel I, un bastard d'Alan. Després Folc es va apoderar de Meron, al sud del Loire, que pertanyia al comte de Poitiers (o Poitou).
va deixar fama de príncep cultivat, poeta i artista. És esmentat per darrer cop el 958 en una assemblea al país de Veron reagrupant els comtes de Blois, d'Anjou i els senyors bretons. Va morir el 960 o poc abans i el va succeir el seu fill gran Jofré I Grisegonelle

## Matrimoni i fills
El seu primer matrimoni fou amb Gerberga, d'origen no documentat si bé una hipòtesi basada en l'onomàstica la considera filla de Ratburn I, vescomte de Vienne, i de Gerberga; Ratburn al seu torn era fill de Beril·ló vescomte de Viena, i d'Ermengarda, filla de Bosó I de Provença; aquesta hipòtesi se suporta en el fet que els noms Gerberga i Ermengarda apareixen després entre els ingelgerians (primera casa d'Anjou) i en les bones relacions entre l'Anjou i la Borgonya en aquest temps; però això només és un indici i l'aparició del nom Ermengarda pot tenir una explicació alternativa, i el de Gerberga era massa corrent, per la qual cosa la filiació s'ha de considerar amb cura. Una altra hipòtesi la fa filla de Jofré vescomte d'Orleans i d'Ada, cosa que té l'avantatge d'explicar l'aparició del nom Jofré entre els comtes d'Anjou i l'adquisició del comtat del Gatinais.
Folc i Gerberga van tenir a :
- Jofré I Grisegonelle († 987), comte d'Anjou.
- Guiu d'Anjou († 994) bisbe de Puy-en-Velay.
- Adelaida d'Anjou (940/950 † 1026), anomenada també Blanca, casada diverses vegades (vers 960 amb Esteve de Brioude, vescomte del Gavaldà; vers 975 amb Ramon V de Tolosa, mort el 978; vers 982 amb Lluís V de França, mort el 987, del que es va separar al cap de poc; i vers 984/986 amb Guillem I de Provença
- Adela (probable). casada amb Gautier I comte de Vexin, Valois i Amiens; la seva consideració de filla de Folc deriva del fet que va tenir fills que es van dir Folc, Jofré i Guiu.

Vidu, Folc es va casar per segon cop el 954 amb Roscil·la de Blois, vídua d'Alain II Barbitorte, duc de Bretanya i comte de Nantes, i germana de Tibau o Teobald de Blois (conegut com el Trampós)